# 들국화 (1993년 드라마)
《들국화》는 1993년 1월 4일부터 같은 해 9월 10일까지 방영된 한국방송공사 1TV 일일연속극로, 어려운 환경 속에서도 꿋꿋하게 살아가는 두 자매의 이야기를 다루고 있다.

## 등장 인물
- 오현경(은경)[1]
- 원미경(은선)[1]
- 손창민(민수)[2]
- 이병헌(기훈)[1]
- 신구, 김영옥, 이주화, 노경주, 사미자, 김성희, 김세준, 김지영, 정재곤

## 수상
- 1993년 KBS 연기대상 여자 최우수연기상 김영옥
- 1993년 KBS 연기대상 남자 우수연기상 이병헌
- 1993년 KBS 연기대상 공로상 김지영
- 1994년 제30회 백상예술대상 TV부문 남자 최우수연기상 신구